# Pseudocrossidium carinatum
Pseudocrossidium carinatum är en bladmossart som beskrevs av Richard Henry Zander 1993. Pseudocrossidium carinatum ingår i släktet rullmossor, och familjen Pottiaceae. Inga underarter finns listade i Catalogue of Life.